# Jacques Amyot

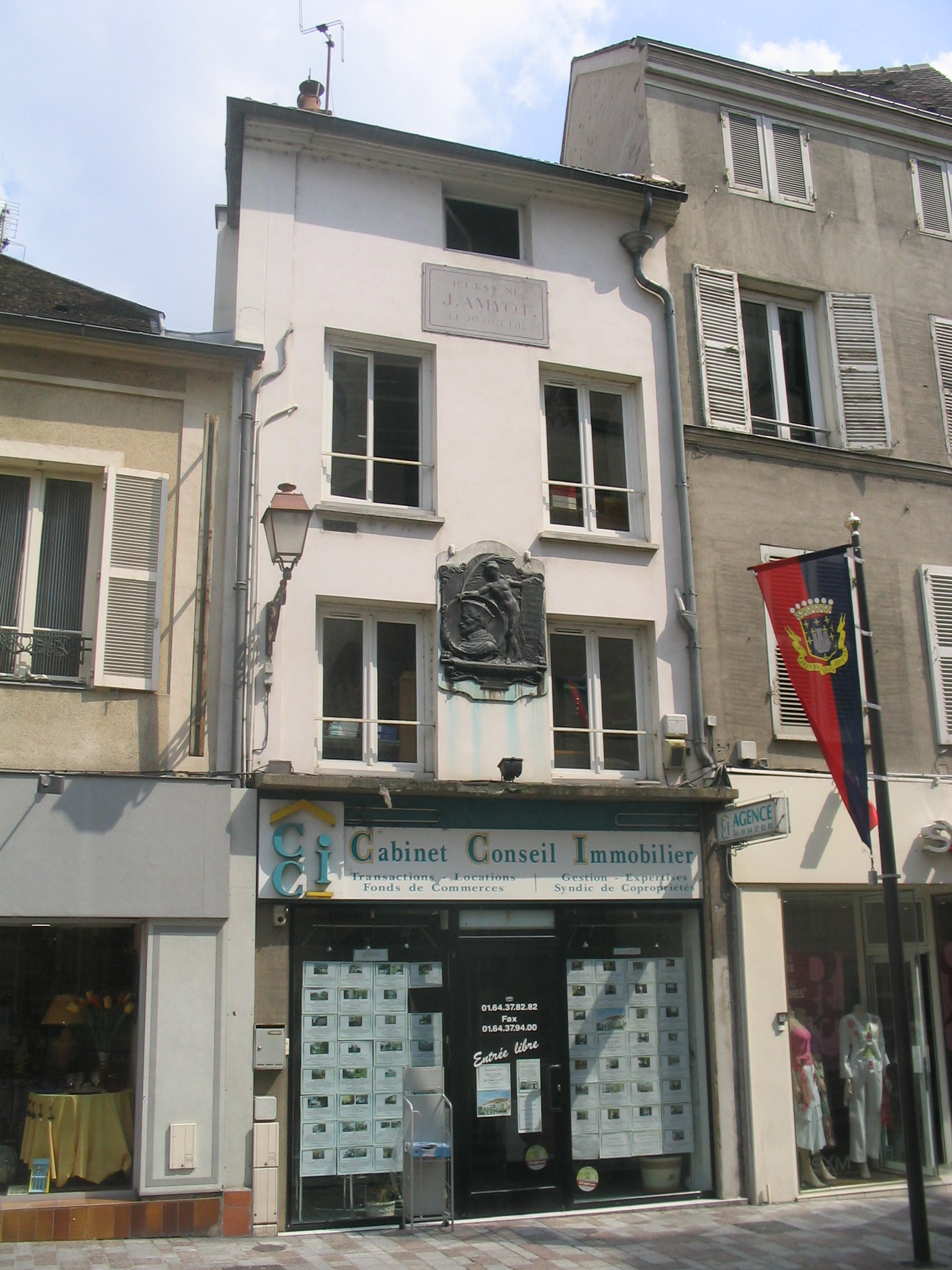
Dom rodzinny pisarza w Melun

Jacques Amyot fr: ʒak amjɔ (ur. 30 października 1513, zm. 6 lutego 1593) – francuski pisarz i tłumacz, biskup Auxerre, profesor uniwersytetu w Bourges.
W latach 1537–1543 był profesorem greki i łaciny na uniwersytecie w Bourges; stanowisko otrzymał dzięki poparciu  Małgorzaty z Nawarry. Następnie kilkakrotnie podróżował do Włoch, gdzie studiował łacińskie i greckie rękopisy; odbył też misję dyplomatyczną związaną z soborem trydenckim. W 1557 r. został wybrany przez króla Henryka II na preceptora jego synów - Karola IX, Henryka Walezego i Franciszka (Herkulesa). W 1546 r. otrzymał jako beneficjum opactwo Bellozane, a w 1570 objął biskupstwo Auxerre.
Tłumaczył na francuski Opowieść o Theagenesie i Chariklei Heliodora (1548), Historie Diodora Sycylijskiego, Dafnis i Chloe Longosa (1559) oraz Żywoty (1559) i Dzieła moralne (1572) Plutarcha. Tłumaczenie Żywotów stanowi jego najważniejsze dzieło, nad którym pracował ponad piętnaście lat i które zostało trzykrotnie wydane jeszcze za jego życia.